# IC 4703
IC 4703 је емисиона маглина у сазвјежђу Змија која се налази на листи објеката дубоког неба у Индекс каталогу.
Деклинација објекта је - 13° 50' 0" а ректасцензија 18h 18m 0,0s. IC 4703 је још познат и под ознакама LBN 67, Starqueen nebul, in M 16.